# Runenstein von Svingerud

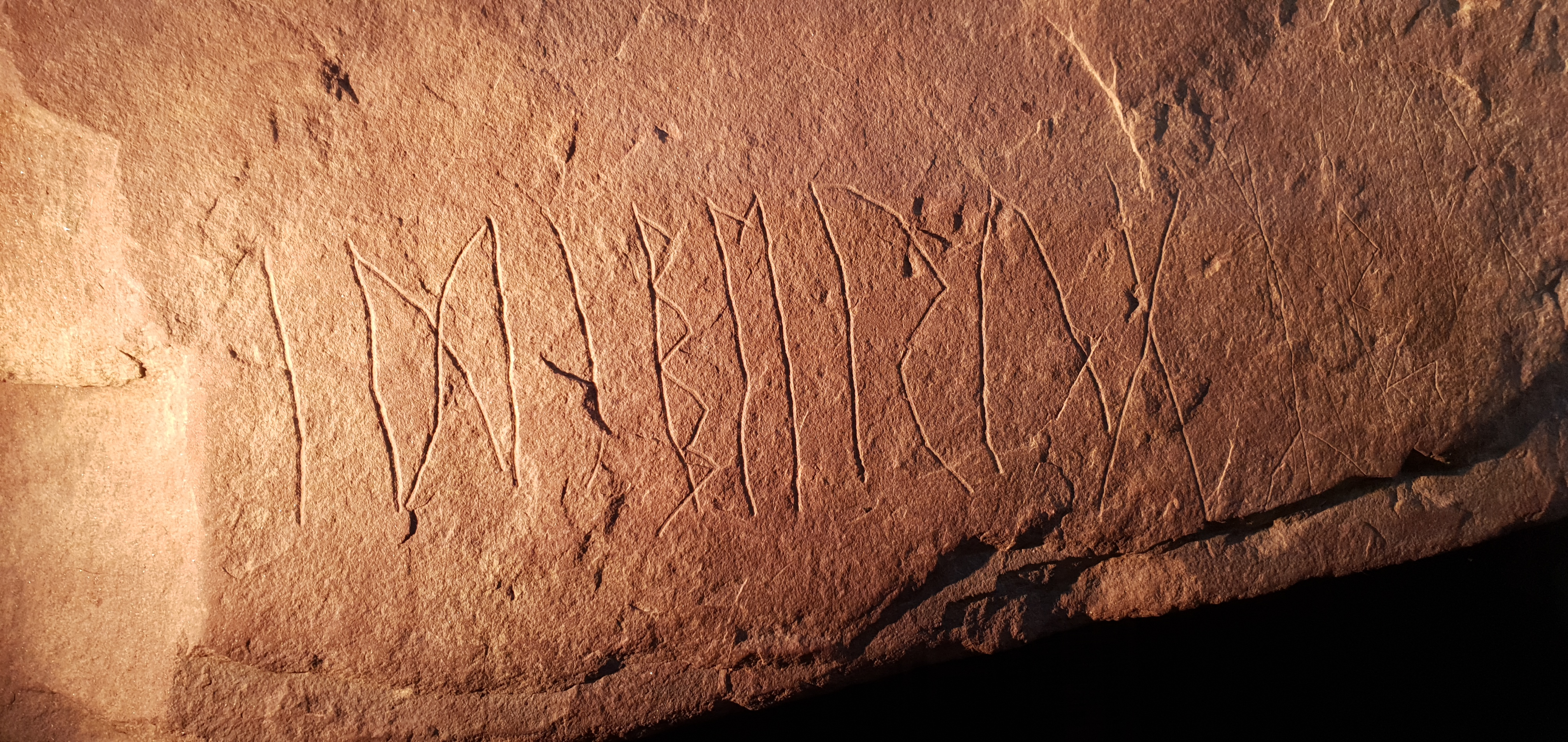
Rotbrauner Runenstein von Svingerud

Die Runensteine von Svingerud sind die bisher ältesten gefundenen Runensteine. Sie stammen aus archäologischen Ausgrabungen auf einem Gräberfeld am Tyrifjord bei Svingerud auf der Halbinsel Røyse in Hole im Fylke Buskerud in Norwegen. Der Fund 2025 aus mehreren Bruchstücken enthält dabei einen ganzen Satz. Die Knochenreste in den Gräbern datieren auf 25–120 n. Chr.
Die zuvor ältesten Runen (von 150 n. Chr.) wurden auf dem Messer von Tietgenbyen östlich von Odense in Dänemark gefunden.

## Gräberfeld
Das Gräberfeld besteht aus vier Grabhügeln und zwei Flachgräbern aus der jüngeren Eisenzeit. Die Hügel werden nach der Entfernung vom nächstgelegenen Gehöft „Hole“ als Hole 1 bis Hole 4 durchnummeriert. Dieses enthalten eingeäscherte menschliche Knochen, Holzkohle und Steine. Anhand der organischen Materialien im Umfeld konnten 29 Fundstücke bis 2025 durch die Radiokarbonmethode datiert werden. Diesen weisen einen Bereich von 50 v. Chr. bis 275 n. Chr. auf.
Durchgeführt werden die Ausgrabungen von 2021 bis 2023 vom Kulturhistorisk Museum auf Grund einer projektierten Straßen- und Eisenbahn-Neubaustrecke zwischen Sandvika und Hønefoss. Die Runensteine von Svingerud sind die einzigen, die in einem Kontext entdeckt wurde, der vor 300 n. Chr. datiert werden kann. Dies hat dazu geführt, dass Forscher erwägen, das auch andere Runensteine älter sind als bisher angenommen.

## Fund 2021
2021 wurde bei Ausgrabungen ein 31 × 32 cm großer Block aus rotbraunem Ringerike-Sandstein gefunden, in den mehrere Runen eingraviert sind. Der Stein wurde durch Radiokarbon-Datierung auf 1–250 n. Chr. datiert.
Der Runenstein wurde in einem Erdgrab unter einem Grabhügel gefunden, der sichtbar wurde, als die Archäologen das Grab ausgruben. Holzkohle und Grabbeigaben im Grab wurden mit Radiokohlenstoff auf die Jahre 25–250 n. Chr. datiert. Die Knochenreste wurden mit Radiokohlenstoff auf 25–120 n. Chr. datiert. Die Radiokarbondaten stammen sowohl vom Grabhügel als auch vom Flachfeldgrab.
Auf der Vorderseite des Steins sind acht Runen eingraviert (»ᛁᛞᛁᛒᛗᚱᚢᚷ«), die von der Runologin Kristel Zilmer als „idiberug“ gelesen werden. Die stark veränderten Schreibweisen im Laufe der Jahrhunderte erschweren die Entzifferung. Die Runologen sind sich nicht sicher, ob der Stein in Erinnerung an „Idibera“ angefertigt wurde, oder ob er den Namen „Idibergu“ oder „Idiberung“, das Letztere vielleicht ein Familienname, geschrieben wurde.
Auf dem Stein sind noch weitere Runen, die jedoch nicht als Inschriften interpretiert werden. Es bleibt unklar ist, ob sie eine Bedeutung haben, oder ob es sich um Gekritzel handelt. So folgt etwa nach dem deutlichen Namen ein Trennsymbol und eine gestürzte Elhaz-Rune »ᛉ«, die mit anderen Ritzungen ineinanderläuft. Die ersten drei Buchstaben des älteren Fuþark-Runenalphabets nämlich Fehu »ᚠ«, Uruz »ᚢ« und Thurisaz »ᚦ« finden sich ebenfalls auf dem Stein.

## Fund 2023
Am gleichen „Hole 2“ wie der Fund 2021 fand man schon 2022 weitere Steine mit Ritzungen, die Teile von Runen darstellen könnten. Bei einer systematische Siebung 2023 fand 160 kleine Sandsteinbruchstücke (unter 20 mm), wobei man zwei Stücke zu anderen Teilen aus „Hole 1“ passten. Mit weiteren Teile aus „Hole 3“ konnte man rekonstruieren, dass sie Teil der gleichen Sandsteinplatte waren.
2023 veröffentlichte man dann den Stand, dass man den Rand des ursprünglichen Runenstein von Svingerung aus 2021 erweitern konnte. Durch die starke Verwitterung sind die Zeichen nicht sicher zu entziffern. Etwa 19 Runen sind halbwegs lesbar und ergeben möglicherweise behklgatfutþmdŋfidm*.

## Fund 2025
Ab 2023 begann man, die gesammelten Funde systematisch nach Ritzungen auszuwerten. Dabei fanden sich einige Bruchstücke aus verschiedenen Grabhügeln, deren Bruchkanten zusammenpassen. Vermutet wird, dass ein Runenstein absichtlich zerbrochen und in die verschiedene Gräber gegeben wurde.
Setzt man die Fundstücke zusammen, ergibt sich ein Satz mit 16 oder 17 Runen und zwei deutlichen Trennpunkten (»ᛖᚲ᛬ᚷᚢ*ᛚᚢᚠᚨᚺᛁᛞᛟ᛬ᚱᚢᚾᛟ«). Der Satz könnte als ek gu*lu fahido runo („Ich, Gu*la, schrieb (die) Runeninschrift“) gelesen werden. Dies wurde 2025 veröffentlicht. Wie beim Einangstein steht „runo“ in der Einzahl, meint aber den ganzen Text (im Sinne von „ein Geheimnis“ / „ein Zauber“), und als Verb wird wiederum „fahido“ verwendet. Auch weist der Eigenname nach „ek“ wieder die Endung „-u“ auf, ein Hinweis auf einen weiblichen Schreiber. Der Anfang des Namens geht über eine Bruchkante hinweg und ist nicht eindeutig zu entziffern.